# Atrocity Exhibition (Danny Brown)
Atrocity Exhibition è il quarto album del rapper statunitense Danny Brown, pubblicato il 27 settembre del 2016 e distribuito da Fool's Gold e Warp Records. Partecipano al disco Kendrick Lamar, Ab-Soul e B-Real dei Cypress Hill, alle produzioni anche Black Milk e The Alchemist
Su AnyDecentMusic? l'album è votato con 8.1 su 10, mentre sul sito Metacritic ottiene un punteggio di 85/100 basato su 31 recensioni.
Il disco ottiene il plauso universale da parte della critica, venendo anche inserito in molte liste dei migliori album dell'anno.
| Recensione    | Giudizio |
| ------------- | -------- |
| AllMusic      | [ 1 ]    |
| RapReviews    | [ 3 ]    |
| Pitchfork     | [ 4 ]    |
| Q             | [ 5 ]    |
| Vice          | B+       |
| XXL           | [ 3 ]    |
| Mojo          | [ 3 ]    |
| Spin          | [ 7 ]    |
| Rolling Stone | [ 8 ]    |

## Tracce
Testi di Daniel Sewell, Paul White eccetto dove indicato, musiche di Paul White eccetto dove indicato.
1. Downward Spiral – 2:52
2. Tell Me What I Don't Know – 2:31
3. Rolling Stone (featuring Petite Noir) – 3:47 (testo: Sewell, Yannick Ilunga – musica: Petite Noir)
4. Really Doe (featuring Kendrick Lamar, Ab-Soul & Earl Sweatshirt) – 5:19 (testo: Sewell, Herbert Stevens IV, Kendrick Duckworth, Thebe Kgositsile, Curtis Cross, Giovanni Cristiani – musica: Black Milk)
5. Lost – 2:07 (testo: Sewell, Deven Welch, Chen Gexin, Taq Qin – musica: Playa Haze)
6. Ain't It Funny – 2:57
7. Golddust – 2:24
8. White Lines – 2:23 (testo: Sewell, Alan Maman, Dave Greenslade – musica: The Alchemist)
9. Pneumonia – 3:39 (testo: Sewell, Joshua Leary, Raz Mesinai – musica: Evian Christ)
10. Dance in the Water – 2:37 (testo: Sewell, White, Kim Davis, Min Sanchez, Dany Johnson, Ande Whyland, April Palmeri, Stacey Elkin, Lori Montana, Jean Leider, Ann Magnusen, Wendy Wild)
11. From the Ground (featuring Kelela) – 2:18 (testo: Sewell, White, Kelela Mizanekristos)
12. When It Rain – 3:15 (testo: Sewell, White, Delia Ann Derbyshire)
13. Today – 3:07
14. Get Hi (featuring B-Real) – 3:33 (testo: Sewell, Louis Freese, White)
15. Hell for It – 3:49

Durata totale: 46:38

## Classifiche
| Classifica (2016)                | Posizione massima |
| -------------------------------- | ----------------- |
| Australia                        | 48                |
| Belgio (Vallonia)                | 99                |
| Canada                           | 50                |
| Francia                          | 161               |
| Nuova Zelanda Heatseekers Albums | 7                 |
| Paesi Bassi                      | 149               |
| UK R&B                           | 17                |
| Stati Uniti                      | 77                |
| US Digital Albums                | 11                |
| US Independent Albums            | 6                 |
| US Tastemaker Albums             | 17                |
| US Top Rap Albums                | 3                 |
| US Top R&B/Hip-Hop Albums        | 5                 |
| US Vinyl Albums                  | 5                 |